# Gymnocarpium
Gymnocarpium és un gènere de falgueres de la família Cystopteridaceae. Inclou 9 espècies, dues de les quals viuen al Països Catalans.

## Espècies als Països Catalans[2]
- Gynnocarpium dryopteris
- Gymnocarpium robertianum